# Підкіпка коротконога
Підкіпка коротконога (Brachypteracias leptosomus) — вид сиворакшоподібних птахів родини підкіпкових (Brachypteraciidae).

## Поширення
Ендемік Мадагаскару. Мешкає у тропічних дощових лісах вздовж східного узбережжя країни на висоті до 1200 м над рівнем моря.

## Опис
Найбільший представник родини. Тіло завдовжки 30-38 см. Вага — 154—217 г. Голова бордового кольору. Є біла надбрівна смуга та білі цятки нащоках. Спина коричнева. Нижня частина тіла ряба: коричнева з білими смужками та крапками. На горлі є широка біла смуга у вигляді півмісяця. Кінці крил та хвоста теж білі. Дзьоб короткий, але міцний, темно-коричневий.

## Спосіб життя
Цей птах трапляється виключно в непорушених первинних тропічних лісах з темними, вологими ділянками. Проводить більше часу на деревах у порівнянні з іншими представниками родини. Живиться безхребетними та дрібними хребетними. Сезон розмноження припадає на жовтень-січень. Гнізда будує у порожнинах дерев, інколи на висоті до 20 м над землею. У гнізді 1-2 яйця. Інкубація триває 22-24 дні. Насиджує самиця. Самець в цей час підгодовує її. За пташенятами доглядають обоє батьків. Самостійними вони стають через 30 днів після вилуплення.